# Jonas Hellman-Driessen
Jonas Erik Jacob Hellman-Driessen, född Driessen 6 mars 1978 i Uppsala, är en svensk skådespelare.

## Biografi
Hellman-Driessen har studerat vid Teaterhögskolan i Göteborg och har tidigare bland annat varit verksam på Teater Sörmland och Stockholms stadsteater, Teater Foratt och Vallarnas friluftsteater. Sedan 2016 är Hellman-Driessen en del av den fasta ensemblen på Norrbottensteatern i Luleå.

## Filmografi
- 2005 – Tjejen med videokameran
- 2005 – Krama mig
- 2007 – Bror och syster (TV-serie)
- 2011 – Tjuvarnas jul (TV-serie)
- 2012 – Odjuret
- 2014 – Tjuvarnas jul – Trollkarlens dotter

## Teater

### Roller (ej komplett)
| År   | Roll                      | Produktion                                                                     | Regi                 | Teater                   |
| ---- | ------------------------- | ------------------------------------------------------------------------------ | -------------------- | ------------------------ |
| 2005 | Walter, tjuv              | Tolvskillingsoperan Bertolt Brecht och Kurt Weill                              | Lars Rudolfsson      | Stockholms stadsteater   |
| 2006 | Olle                      | Jösses flickor – Återkomsten Margareta Garpe, Suzanne Osten och Malin Axelsson | Maria Löfgren        | Stockholms stadsteater   |
| 2006 | Skådespelartruppen, Jonas | En midsommarnattsdröm William Shakespeare                                      | Alexander Mørk-Eidem | Stockholms stadsteater   |
| 2009 | Boris Maurice Bonacieux   | De tre musketörerna Alexander Mørk-Eidem                                       | Alexander Mørk-Eidem | Stockholms stadsteater   |
| 2012 | Pladder                   | Peter Pan och Wendy J.M. Barrie i ny version av Anders Duus                    | Pia Johansson        | Stockholms stadsteater   |
| 2012 | Boris Maurice Bonacieux   | De tre musketörerna Alexander Mørk-Eidem                                       | Alexander Mørk-Eidem | Stockholms stadsteater   |
| 2014 | Holger Grönvall           | Brännvin i kikar'n Lars Classon och Jojje Jönsson                              | Lars Classon         | Vallarnas friluftsteater |